# Great Marlborough Street
Great Marlborough Street – ulica w Londynie, biegnąca z zachodu na wschód przez zachodnią część dzielnicy Soho. Od strony zachodniej łączy się z Regent Street.
Przy Great Marlborough Street znajdowała się oryginalna fabryka Philipa Morrisa i to od niej zaczerpnięto nazwę znanej marki papierosów – Marlboro.